# Colletes cyaneus
Colletes cyaneus är en biart som beskrevs av Holmberg 1903. Colletes cyaneus ingår i släktet sidenbin, och familjen korttungebin. Inga underarter finns listade i Catalogue of Life.